# Prosodie
D'une manière générale, la prosodie est l'ensemble des traits oraux d'une expression verbale d'un locuteur, traduisant la musicalité de sa voix et de ses énoncés, et qui rend les émotions et les intentions plus intelligibles à ses interlocuteurs. Le volume de la voix, le timbre ou « coloration », et le débit vocal déterminent différentes composantes de la prosodie : intonation et ton , accentuation et accent marqués par des modulations et inflexions prosodiques, et rythme (vitesse d'élocution, caractérisée par la pause silencieuse et la pause nourrie, et le tempo).
Chaque individu a sa propre prosodie que l'auditeur reconstruit à sa manière à partir d'un ensemble de représentations mentales auditives qui est à la base des jugements linguistiques et sociaux dans le discours. Il est possible par des techniques informatiques d'accéder à ces représentations mentales.
« La prosodie (ou la prosodologie) est une branche de la linguistique consacrée à la description (aspect phonétique) et à la représentation formelle (aspect phonologique) des éléments de l'expression orale tels que les accents, les tons, l'intonation et la quantité, dont la manifestation concrète, dans la production de la parole, est associée aux variations de la fréquence fondamentale (F0), de la durée et de l'intensité (paramètres prosodiques physiques), ces variations étant perçues par l'auditeur comme des changements de hauteur (ou de mélodie), de longueur et de sonie (paramètres prosodiques subjectifs). ». La prosodie littéraire (prosodie grammaticale) relève d'un autre champ d'étude.

## Grammaire
En grammaire, la « prosodie grammaticale » traite de la quantité syllabique et de l'accent tonique. Réservé tout d'abord aux langues antiques grec et latin, le terme a été appliqué avec la même signification aux langues modernes dès la Renaissance. La Prosodie de l'abbé d'Olivet (1736) a longtemps fait autorité  pour ce qui concerne les règles de quantité syllabique en français.

## Linguistique
La linguistique a redéfini la prosodie comme l'ensemble des phénomènes dits supra-segmentaux, c'est-à-dire échappant au découpage de la chaîne parlée en phonèmes, à savoir rythme, accent, intonations et quantité syllabique. Sur ce terrain, la prosodie est complémentaire de la phonologie. 
Il existe plusieurs éléments prosodiques. Les principaux sont les suivants :
- La variation de la hauteur de la voix
- La longueur des sons
- Le niveau sonore
- Le timbre (qualité du son)

Cela correspond globalement aux termes suivants :
- La fréquence fondamentale (F0, mesurée en hertz)
- La durée (en millisecondes ou secondes)
- L'intensité (mesurée en décibels)
- Les caractéristiques du spectre

Différentes combinaisons de ces éléments sont utilisées suivant les fonctions linguistiques de l'intonation ainsi que d'autres éléments prosodiques tels que le rythme, les pauses et le tempo.

## Poésie
C'est par abus qu'on appelle parfois prosodie l'ensemble des règles de construction des vers. C'est la métrique, et non la prosodie, qui traite de la structure des vers : on devrait donc réserver le terme de prosodie aux propriétés intrinsèques des syllabes[réf. nécessaire]. Si la métrique a un lien avec la prosodie, c'est parce qu'elle est susceptible de s'appuyer (mais sans les englober) sur des propriétés prosodiques. Par exemple, comme son modèle grec, la métrique latine se fonde sur la quantité prosodique des syllabes du latin. Elle ne tient en revanche aucun compte de l'accent tonique, qui appartient pourtant aussi à la prosodie. Sur ce terrain, la prosodie et la métrique sont donc distinctes mais complémentaires, même s'il n'est pas toujours facile de délimiter très précisément leurs champs respectifs.

## Musique
En musique vocale, on appelle aussi prosodie la manière dont sont mises en mesure et en rythme les syllabes du texte. En France, par exemple, jusque vers le troisième quart du XVIe siècle, le rythme musical s'est surtout calqué sur le mètre poétique, sans chercher à privilégier d'autres syllabes que celles de la césure et de la rime. Avec la musique mesurée lancée dans les années 1570 par l'Académie de musique et de poésie, on assiste à une tentative d'envergure de rendre en musique la quantité syllabique. Un siècle plus tard, le récitatif s'attachera plutôt à mettre en relief les accents toniques du texte, pratique qui restera la norme.

## Autisme
Les personnes concernées par le syndrome d'Asperger et du trouble du spectre de l'autisme en général ont un débit de parole, un niveau sonore vocal, une hauteur de voix inhabituels et une prosodie caractéristique, y compris grammaticale significativement modifiée, au détriment de la « prosodie émotionnelle », qui peut contribuer à des difficultés communicationnelles,,,.